# Deutz van Assendelft

Wappen der Deutz van Assendelft

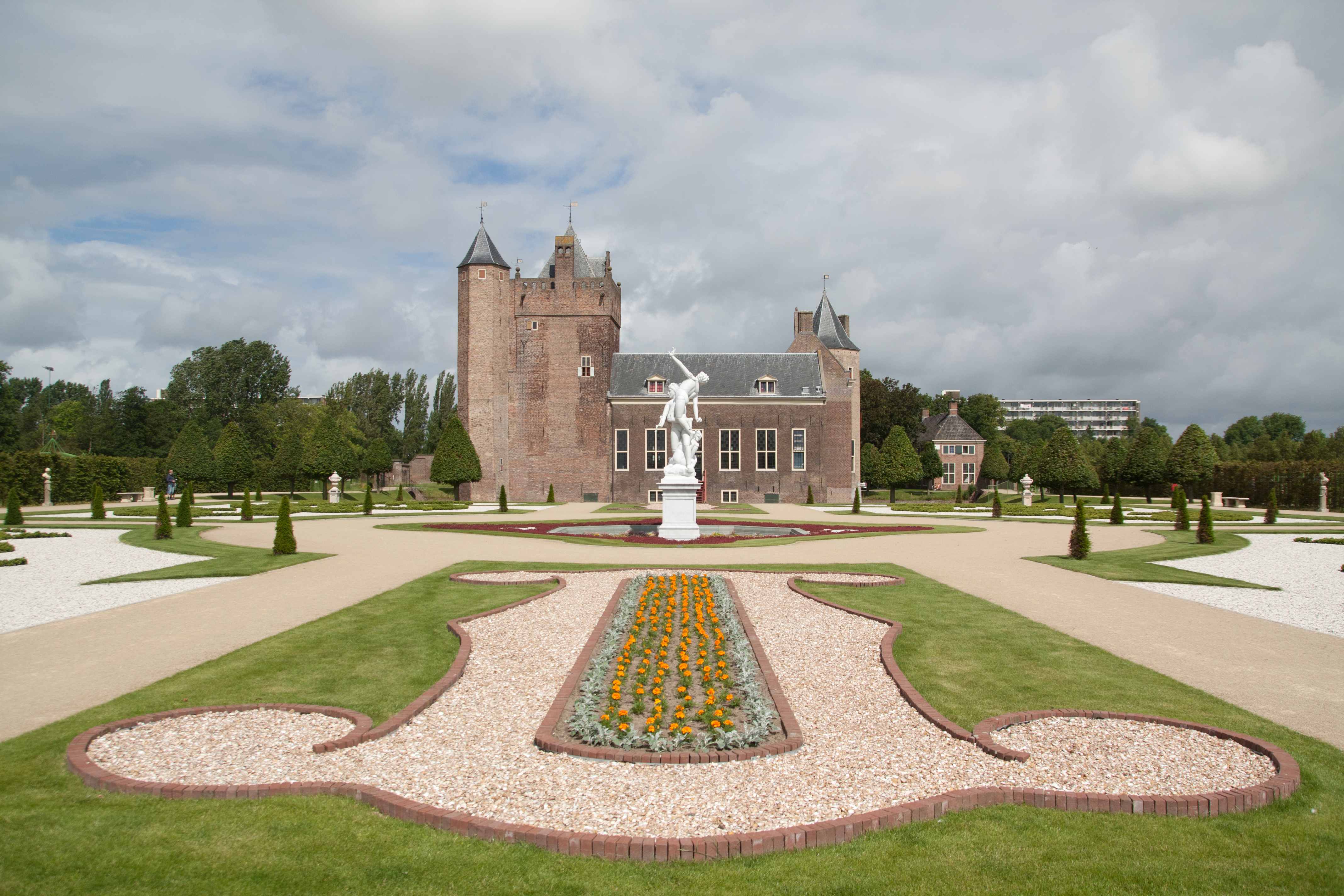
Kasteel Assumburg

Die Deutz bzw. Deutz van Assendelft sowie Deutz van Lennep waren eine niederländische Patrizierfamilie, die auch dem Adel zugehörig war.

## Geschichte
Die Familie entstammte einer Kölner Vorstadt und kam Ende des 16. Jahrhunderts nach Amsterdam, wo sie als Kaufleute und reiche Bankiers ansässig wurden. Die Mitglieder der Familie Deutz erlangten durch Ehen mit den De Graeff, Bicker und De Witt Eingang in die höchsten Regentenkreise der Republik der Vereinigten Niederlande. Zum Ende des 17. Jahrhunderts kamen sie in die Amsterdamer Stadtregierung. 
Weitere verwandtschaftliche Beziehungen hatten sie u. a. zu den Coymans, Van Hogendorp, Trip, Boreel, Van Vollenhoven, Van den Boetzelaer, Tulp, Van Lennep und Graafland. Die Familie stand u. a. im Besitz der Freien Herrlichkeit Assendelft mit Schloss Assumburg. Im Jahre 1814 wurden sie in den neuen niederländischen Adel und in die holländische Ritterschaft eingeführt. Im Jahre 1913 ist die Familie Deutz van Assendelft ausgestorben.

## Familienmitglieder
- Jean Deutz (1618–1673), Bankier, Schwager und Finanzberater von Johan de Witt
- Jean Deutz van Assendelft (1655–1719), Bankier, Regierungsmitglied von Amsterdam, ab 1696 vrijheer van Assendelft
- Jacob Deutz (1695–1761), Bürgermeister von Haarlem
- Willem Gideon Deutz van Assendelft (1697–1757), Bankier und Bürgermeister von Amsterdam
- Andries Adolf Deutz van Assendelft (1764–1833), Amsterdamer Bürgermeister und Landespolitiker
- Andries Adolf Deutz van Assendelft (1796–1871), niederländischer Politiker und Mitglied in der Regierung Amsterdams